# بيدرو بلانكو (لاعب كرة قدم)
بيدرو بلانكو (بالإسبانية: Pedro Blanco)‏ هو لاعب كرة قدم كولومبي في مركز الدفاع، ولد في 28 يونيو 1958 في إل بانكو في كولومبيا. لعب مع أتلتيكو جونيور.

## وصلات خارجية
- بيدرو بلانكو (لاعب كرة قدم) على موقع ناشيونال فوتبول تيمز (الإنجليزية)